# Roman II
Roman II Porfirogeneta (ur. 939, zm. 15 marca 963) – cesarz bizantyjski z dynastii macedońskiej, który panował w latach 959–963.
Syn i następca Konstantyna VII Porfirogenety i jego żony Heleny Lekapeny, córki Romana I Lekapena. Urodził się w 939 roku, w roku 948 otrzymał godność współcesarza. Był władcą słabym, pozostającym pod silnym wpływem drugiej żony, Teofano oraz eunucha Józefa Brigasa. Roman był swawolny, samolubny, nieudolny i lekkomyślny. Nie miał zainteresowań. Mimo że był starannie wychowywany, ulegał wpływom najgorszego otoczenia. Z wyglądu jednak był miły i przystojny. Za jego panowania rozpoczęła się wielka ofensywa przeciw islamowi. W 961 roku odzyskano Kretę i prowadzono zwycięskie walki w Syrii. Działo się to głównie za sprawą młodego arystokraty wodza Nicefora Fokasa.
Teofano uknuła za plecami cesarza spisek. Wszystkich zaskoczyła przedwczesna śmierć cesarza w marcu 963 roku. Pozostawił on dwóch małych synów: Bazylego i Konstantyna. Jak się później okazało Nicefora Fokasa spotkała nagroda za zwycięstwa, został cesarzem.

## Rodzina
Jego pierwszą żoną była Berta Włoska, ich małżeństwo nie zostało jednak prawdopodobnie skonsumowane. W 956 roku poślubił córkę szynkarza Anastaso, która zmieniła imię na Teofano. Swoje pięć sióstr i matkę kazał zamknąć w klasztorze, aby przypodobać się żonie. Roman II miał z nią troje dzieci:
- Bazylego II Bułgarobójcę, kolejnego cesarza
- Konstantyna VIII, kolejnego cesarza
- Annę Porfirogenetkę, żonę wielkiego księcia kijowskiego – Włodzimierza I Wielkiego